# Battaglia del rio Salado
La battaglia del rio Salado è conosciuta anche come battaglia di Tarifa, in quanto avvenne nei pressi di Tarifa, città che era assediata dalla coalizione musulmana, Merinidi-Nasridi e fu combattuta, sul torrente Salado, tra le truppe assedianti e una coalizione cristiana di truppe castigliane-portoghesi, con l'ausilio di un contingente aragonese assistito dalla flotta aragonese.
La coalizione cristiana riportò una schiacciante vittoria mettendo fine al sogno del sultano del Magreb al-Aqsa di poter riavviare la conquista della penisola iberica.

## Antecedenti
I Merinidi, dinastia regnante sul Maghreb al-Aqsa, che già nel XIII secolo iniziarono ad aiutare il Sultanato di Granada a combattere i vari regni cristiani, verso il 1330, sotto il comando del sultano Abū l-Ḥasan b. ʿUthmān, intrapresero un'invasione della penisola Iberica, e, nel 1333, riuscirono a occupare Gibilterra, che, dal 1309, faceva parte del regno di Castiglia. Negli anni successivi, sotto la guida dell'emiro ʿAbd al-Malik ʿAbd al-Wahid, figlio del sultano del Marocco, Abū l-Ḥasan b. ʿUthmān, la loro opera di espansione continuò lentamente verso nord.
Tuttavia, nel 1339, ʿAbd al-Malik fu ucciso in battaglia combattendo contro le truppe castigliane e il sultano, per vendicare la morte del figlio, decise di accelerare la conquista della penisola. Con l'aiuto del sultano di Tunisi, della dinastia hafside, apprestò una flotta imponente per attraversare lo Stretto di Gibilterra e, a sua volta, il re di Castiglia, Alfonso XI, allestì una flotta per contrastare l'invasione.

Nella battaglia navale che seguì, la flotta cristiana subì una cocente sconfitta (solo alcune navi castigliane si sottrassero alla cattura o alla distruzione).
Così le truppe marocchine poterono sbarcare nella baia di Algeciras e con l'ausilio delle truppe del Sultanato di Granada, nel settembre 1340, misero sotto assedio la città di Tarifa, con un esercito valutato tra i 60 000 e gli 80 000 uomini.

## La battaglia
Il re di Castiglia, Alfonso XI, dopo aver concordato l'alleanza col re del Portogallo, Alfonso IV, ed aver ottenuto l'appoggio della flotta aragonese, organizzò la spedizione per liberare Tarifa dall'assedio.
L'esercito cristiano, forte di circa 13 000 cavalieri e 12 000 fanti, arrivò a Valdevaqueros, il 29 ottobre 1340, verso mezzogiorno, e si accampò per passare la notte. Dato che era inferiore di numero e in posizione sfavorevole, Alfonso XI decise di rinforzare la guarnigione di Tarifa, con 1 000 cavalieri e 4 000 fanti, onde poter attaccare i musulmani anche alle spalle.
L'esercito cristiano, al mattino del 30 ottobre, si preparò e si mise in marcia, arrivando al rio Salado, a metà mattinata, e, appena giunse a contatto del nemico, cominciò l'attacco su due direzioni: un contingente di circa 4 000 cavalieri (di cui 1 000 portoghesi), al comando di Alfonso IV, operò sulla sinistra che avrebbe affrontato le truppe di Granada, comandate da Yusuf I, e l'altro più consistente (il centro e l'ala destra, costituito da circa 8 000 cavalieri ed altrettanti fanti, una parte dei quali rimaneva di riserva) al comando di Alfonso XI.
Dopo che l'attacco cristiano era iniziato, dalla città assediata uscirono la guarnigione di Tarifa e i 5 000 uomini, che la notte prima avevano raggiunto la città, cogliendo di sorpresa le forze musulmane, che dopo una certa resistenza cominciarono a sbandarsi.
A questo punto la fanteria cristiana di riserva si incuneò nello schieramento avversario, dividendolo in due parti. La confusione nel campo musulmano fu talmente grande che le truppe cominciarono a darsi alla fuga per raggiungere Algeciras e così mettersi in salvo.
Dopo alcune ore la battaglia era finita e i cristiani fecero un numero notevole di morti, tanto che la località, dove avvenne la battaglia fu definita Matamoros e dato che il bottino fu altrettanto grande, la località prese anche il secondo nome di Cerro del Tesoro.

Le truppe maghrebine e lo stesso sultano, Abū l-Ḥasan b. ʿUthmān, che si era salvato a stento, rientrarono ad Algeciras, da dove si reimbarcarono per fare ritorno in patria.
Degno di nota è il fatto che gli arabi utilizzarono per la prima volta alcuni cannoni. Il loro impiego, ancorché non risolvente, impressionò due osservatori inglesi, i conti di Derby e di Salisbury, che, rientrati in patria, promossero l'uso di questa nuova arma.

## Conseguenze
L'anno seguente il sultano preparò un'altra spedizione navale per poter invadere la penisola iberica; ma questa volta Alfonso XI oltre a preparare la propria flotta si fece aiutare da tutte le flotte cristiane, soprattutto da quelle di Pisa e Genova, per cui affrontò la flotta musulmana, riportando una decisiva vittoria.
Questa sconfitta e quella dell'anno prima al rio Salado, determinarono la fine delle ambizioni dei Merinidi marocchini sulla penisola iberica.
Forte di questi ultimi successi, Alfonso XI, sempre con l'aiuto di cavalieri di tutti i regni d'Europa, mise l'assedio ad Algeciras, e dopo circa due anni di assedio, nel 1344, riuscì a conquistare la città portuale che aveva un grande valore strategico.
Alfonso XI, infine cercò di riconquistare Gibilterra, a cui pose l'assedio e dove, nel 1350, morì di peste.